# Chieko Nakakita
Chieko Nakakita (中北千枝子 Nakakita Chieko?) (n. 21 mai 1926, Tokyo⁠(d), Tōkyō, Japonia – d. 13 septembrie 2005, Shibuya, Tōkyō, Japonia) a fost o actriță de film japoneză.

## Biografie
A fost angajată ca actriță de studiourile Toho, care au distribuit-o în mai multe filme începând din anul 1944. Filmul ei de debut a fost La Lutte quotidienne (Nichijō no tatakai, 1944), regizat de Yasujirō Shimazu. A apărut atât în comedii, cât și în drame și a jucat în mai multe filme regizate de Akira Kurosawa, fiind pe rând una dintre studentele muncitoare în Le Plus Beau (Ichiban utsukushiku, 1944), una dintre colegele de clasă ale personajului principal feminin, interpretat de Setsuko Hara, în Je ne regrette pas ma jeunesse (Waga seishun ni kuinashi, 1946) și fiica unui muncitor antisindicalist în Ceux qui bâtissent l'avenir (Asu o tsukuru hitobito, 1946). Filmul Un merveilleux dimanche (Subarashiki nichiyobi, 1947) al lui Akira Kurosawa, în care a interpretat rolul unei femei sărace din Japonia postbelică (Masako, logodnica lui Yuzo), a transformat-o într-o vedetă de cinema. În următorul an a obținut însă doar roluri secundare, precum în filmul Shiawase no isu (1948) al lui Toshirō Takagi.
Chieko Nakakita s-a căsătorit cu producătorul de film Tomoyuki Tanaka (1910-1997), care era cu 16 ani mai în vârstă decât ea și i-a oferit roluri secundare în multe filme pe care le-a produs. După două roluri secundare întinse în filmele L'Ange ivre (Yoidore Tenshi, 1948) și Le Duel silencieux (Shizukanaru ketto, 1949) ale lui Akira Kurosawa, a început o colaborare fructuoasă cu regizorul Mikio Naruse, care a distribuit-o în filme celebre precum La Mère (Okaasan, 1952) și Filles, épouses et une mère (Musume tsuma haha, 1960). A continuat să rămână activă și în anii 1970, apărând în filme precum L'Embuscade (Machibuse, 1970). A jucat numeroase roluri de compoziție și a fost prototipul femeii japoneze tradiționale, opusă femeii japoneze occidentalizate personificate de actrița cu aspect eurasiatic Setsuko Hara. Criticul niponolog Donald Richie considera că Chieko Nakakita și-a dovedit marele talent în filmul Un merveilleux dimanche (Subarashiki nichiyobi, 1947) când a reușit să transforme o secvență cu exces de kitch în ceva credibil.
Actrița a apărut în aproape 120 de filme între 1940 și 1983.

## Filmografie selectivă
- 1944: La Lutte quotidienne (日常の戦ひ Nichijō no tatakai?), regizat de Yasujirō Shimazu[4]
- 1944: Le Plus Beau (一番美しく Ichiban utsukushiku?), regizat de Akira Kurosawa - studenta muncitoare[11]
- 1945: Chante soleil ! (歌へ！太陽 Utae! Taiyō?), regizat de Yutaka Abe
- 1946: Midori no fūrusatō (緑の故郷?), regizat de Kunio Watanabe
- 1946: Ceux qui bâtissent l'avenir (明日を作る人々 Asu o tsukuru hitobito?), regizat de Akira Kurosawa, Hideo Sekigawa și Kajirō Yamamoto - sora mai mare Yoshiko Okamoto[12]
- 1946: Juichinin no jogakusei (十一人の女学生?), regizat de Motoyoshi Oda
- 1946: Je ne regrette pas ma jeunesse (わが青春に悔なし Waga seishun ni kuinashi?), regizat de Akira Kurosawa[12]
- 1947: Encore une fois (今ひとたびの Ima hitotabi no?), regizat de Heinosuke Gosho - infirmiera Kimura
- 1947: Un merveilleux dimanche (素晴らしき日曜日 Subarashiki nichiyobi?), regizat de Akira Kurosawa - Masako[13]
- 1948: L'Ange ivre (酔いどれ天使 Yoidore Tenshi?), regizat de Akira Kurosawa - infirmiera Miyo[14]
- 1949: Le Duel silencieux (静かなる決闘 Shizukanaru ketto?), regizat de Akira Kurosawa - Takiko Nakada, soția lui Susumu Nakada[15]
- 1950: La Bête blanche (白い野獣 Shiroi yaju?), regizat de Mikio Naruse - Ono Yoko
- 1952: La Mère (おかあさん Okaasan?), regizat de Mikio Naruse - Noriko[4]
- 1952: L'Éclair (稲妻 Inazuma?), regizat de Mikio Naruse - Ritsu
- 1952: Oka wa hanazakari (丘は花ざかり?), regizat de Yasuki Chiba
- 1953: Un couple (夫婦 Fūfu?), regizat de Mikio Naruse - dra. Akamatsu
- 1953: Épouse (妻 Tsuma?), regizat de Mikio Naruse - Eiko Matsuyama
- 1953: Lettre d'amour (恋文 Koibumi?), regizat de Kinuyo Tanaka - Mary
- 1954: Sunetul muntelui (山の音 Yama no oto?), regizat de Mikio Naruse - Fusako
- 1956: Format:Langue (吸血蛾 Kyuketsuki-ga?), regizat de Nobuo Nakagawa
- 1956: Printemps précoce (早春 Soshun?), regizat de Yasujirō Ozu - Sakae Tominaga
- 1956: Arashi (嵐?), regizat de Hiroshi Inagaki - Osaki
- 1956: Le Cœur d'une épouse (妻の心 Tsuma no kokoro?), regizat de Mikio Naruse - Kaharu[16]
- 1956: Au gré du courant (流れる Nagareru?), regizat de Mikio Naruse - Yoneko
- 1956: Pluie soudaine (驟雨 Shūu?), regizat de Mikio Naruse - Toki Kurobayashi
- 1958: Omul cu ricșa (無法松の一生 Muhomatsu no issho?), regizat de Hiroshi Inagaki - cumnata lui Yoshiko[17]
- 1959: Le Sifflement de Kotan (コタンの口笛 Kotan no kuchibue?), regizat de Mikio Naruse
- 1959: La Bande des têtes brûlées sau Les Sentinelles de l'enfer (独立愚連隊 Dokuritsu gurentai?), regizat de Kihachi Okamoto[18]
- 1960: Quand une femme monte l'escalier (女が階段を上る時 Onna ga kaidan o agaru toki?), regizat de Mikio Naruse - Tomoko[4]
- 1960: Filles, épouses et une mère (娘・妻・母 Musume tsuma haha?), regizat de Mikio Naruse - Kiku Totsuka
- 1961: La Dernière Guerre de l'Apocalypse (世界大戦争 Sekai daisenso?), regizat de Shūei Matsubayashi
- 1961: La Nuit des femmes (女ばかりの夜 Onna bakari no yoru?), regizat de Kinuyo Tanaka - Yoshi Takagi
- 1961: Récits du château d'Osaka (大阪城物語 Ōsaka-jō monogatari?) - Kyoku[19]
- 1962: Les 47 ronin (忠臣蔵 花の巻 雪の巻 Chūshingura : Hana no maki Yuki no maki?), regizat de Hiroshi Inagaki - Ofude[20]
- 1963: L'Histoire de la femme (女の歴史 Onna no rekishi?), regizat de Mikio Naruse - cumnata lui Nobuko
- 1966: Godzilla, Ebirah et Mothra - Duel dans les mers du sud (ゴジラ・エビラ・モスラ 南海の大決闘 Gojira, Ebirâ, Mosura: Nankai no daiketto?), regizat de Jun Fukuda - dna. Kane
- 1970: L'Embuscade (待ち伏せ Machibuse?)[21]

## Premii și distincții
- 1953: Premiul Mainichi pentru cea mai bună actriță în rol secundar pentru interpretările ei din filmele L’Éclair, La Mère și Oka wa hanazakari[22]
- 1953: Premiul Panglica Albastră pentru cea mai bună actriță în rol secundar pentru interpretările ei din filmele L’Éclair și Oka wa Hanazakari[23][24]

## Legături externe
- Chieko Nakakita la Internet Movie Database
- Chieko Nakakita pe Japanese Movie Database